# Coupe nordique de futsal 2016
Navigation
Édition précédente 2017
La Coupe nordique de futsal 2016 est la troisième édition de la Coupe nordique de futsal qui a lieu en Suède dans les villes de Skövde/Jönköping, un tournoi international de football pour les États des Pays nordiques affiliées à la FIFA organisée par l'UEFA.
Pour cette nouvelle édition l'équipe du Groenland rejoint la compétition.

Pays nordiques

.

## Classements et résultats
| Équipe    | J | V | N | D | BM | BE | DB  | Pts |
| --------- | - | - | - | - | -- | -- | --- | --- |
| Finlande  | 4 | 4 | 0 | 0 | 16 | 5  | +11 | 12  |
| Norvège   | 4 | 2 | 1 | 1 | 11 | 6  | +5  | 7   |
| Suède     | 4 | 1 | 1 | 2 | 10 | 11 | -1  | 4   |
| Danemark  | 4 | 1 | 0 | 3 | 6  | 12 | -6  | 3   |
| Groenland | 4 | 1 | 0 | 3 | 12 | 21 | -9  | 3   |

| 30 novembre 2016 | Finlande                                                | 4 - 0 | Norvège | Arena Skövde, Skövde, Suède |
|                  | Mikko Kytölä 14e · Panu Autio 17e 24e · Miika Hosio 18e |       |         |                             |
|                  | (Rapport)                                               |       |         |                             |

| 30 novembre 2016 | Suède                 | 2 - 2 | Danemark                           | Arena Skövde, Skövde, Suède |  |
|                  | Stefan Ostojic 9e 32e |       | 25e Stefan Ostojic · 32e Adam Fogt |                             |  |
|                  | (Rapport)             |       |                                    |                             |  |

| 1 décembre 2016 | Norvège                 | 2 - 0 | Danemark | Arena Skövde, Skövde, Suède |
|                 | Kim Rune Ovesen 16e 29e |       |          |                             |
|                 | (Rapport)               |       |          |                             |

| 1 décembre 2016 | Finlande                                                                                   | 6 - 4 | Groenland                                                           | Arena Skövde, Skövde, Suède |  |
|                 | Miika Hosio ? · Iiro Vanha ? · Arber Istrefi ? · Markus Rautiainen ? · Jaakko Alasuutari ? |       | ? Ari Hermann · ? Markus Jensen · ? Fredrik Funch · ? Johan Broberg |                             |  |
|                 | (Rapport)                                                                                  |       |                                                                     |                             |  |

| 2 décembre 2016 | Groenland                                                     | 4 - 3 | Norvège                                                   | Jönköpings idrottshus, Jönköping, Suède |  |
|                 | Markus Jensen ? · Nikki Petersen ? · Niklas Thorleifsen · ? ? |       | ? Niklas Espegren · ? Tobias Schjetne · ? Milos Vucenovic |                                         |  |
|                 | (Rapport)                                                     |       |                                                           |                                         |  |

| 2 décembre 2016 | Finlande         | 1 - 0 | Norvège | Jönköpings idrottshus, Jönköping, Suède |
|                 | Mikko Kytölä 30e |       |         |                                         |
|                 | (Rapport)        |       |         |                                         |

| 3 décembre 2016 | Danemark | 7 - 2 | Groenland                        | Arena Skövde, Skövde, Suède |  |
|                 | Lukas Christoffersen 3e · Zakaria El-Ouaz 11e · Ibrahim Badran 23e 29e · Kevin Jørgensen 26e · Magnus Rasmussen 38e · Jannik Mehlsen 38e |       | 4e Nick Reimer · 34e Katu Madsen |                             |  |
|                 | (Rapport) |       |                                  |                             |  |

| 3 décembre 2016 | Suède                                                       | 4 - 1 | Norvège             | Arena Skövde, Skövde, Suède |  |
|                 | Emilio Rossi 2e · Nicklas Asp 16e · Kristian Legiec 22e 39e |       | 37e Niklas Espegren |                             |  |
|                 | (Rapport)                                                   |       |                     |                             |  |

| 4 décembre 2016 | Finlande                                                       | 5 - 1 | Danemark      | Arena Skövde, Skövde, Suède |  |
|                 | Miika Hosio 10e · Jarmo Junno 13e 25e · Rami Tirkkonen 30e 38e |       | 26e Adam Fogt |                             |  |
|                 | (Rapport)                                                      |       |               |                             |  |

| 4 décembre 2016 | Suède                                                                             | 5 - 0 | Groenland | Arena Skövde, Skövde, Suède |
|                 | Nicklas Asp 6e · Fredrik Söderqvist 7e 23e · Aday Kaplan 35e · Sargon Abraham 37e |       |           |                             |
|                 | (Rapport)                                                                         |       |           |                             |

## Meilleurs buteurs
| 3 buts - Miika Hosio 2 buts - Ibrahim Badran - Adam Fogt - Panu Autio - Jarmo Junno - Mikko Kytölä - Rami Tirkkonen - Iiro Vanha - Markus Jensen - Niklas Espegren - Kim Rune Ovesen - Nicklas Asp - Stefan Ostojic - Kristian Legiec - Fredrik Söderqvist | 1 but - Lukas Christoffersen - Zakaria El-Ouaz - Kevin Jørgensen - Jannik Mehlsen - Magnus Rasmussen - Jaakko Alasuutari - Arber Istrefi - Markus Rautianinen - Johan Broberg - Fredrik Funch - Ari Hermann - Katu Madsen - Nikki Petersen - Nick Reimer - Niklas Thorleifsen - Tobias Schjetne - Milos Vucenovic - Sargon Abraham - Aday Kaplan - Emilio Rossi 1 but contre son camp - Unknown (face au Groenland) - Stefan Ostojic (face au Denemark) |